# Alf-Inge Håland
Pour les articles homonymes, voir Haaland.
Alf-Inge Håland (né le 23 novembre 1972 à Stavanger en Norvège) est un footballeur international norvégien qui évoluait au poste de défenseur.
Il met un terme à sa carrière peu après un match marqué par un tacle extrêmement dangereux de Roy Keane lors du derby de Manchester en avril 2001 (United contre City). Contrairement à une légende populaire, la carrière de Håland ne s'est pas immédiatement terminée après ce tacle : il termine le match, joue une mi-temps avec la sélection norvégienne quelques jours plus tard, ainsi que le match de Premier League suivant avec son équipe.
Il est le père de cinq enfants, dont le footballeur professionnel Erling Haaland.

## Biographie

### En club
Alf-Inge Håland évolue en Norvège et en Angleterre.
Il évolue successivement en faveur des clubs de Bryne FK, de Nottingham Forest, de Leeds United et enfin de Manchester City.
Au cours de sa carrière, il dispute quatre-vingt-un matchs en Premier League anglaise, inscrivant dix-huit buts. Il réalise sa meilleure performance lors de la saison 1997-1998, où il inscrit sept buts en championnat avec Leeds.
A deux reprises, il dispute les quarts de finale de la Coupe de l'UEFA. Tout d'abord en 1996 avec Nottingham, où il est battu par le Bayern Munich. Puis en 2000 avec Leeds, où il bat le Slavia Prague.

### Incident Håland - Keane
À la 86e minute du derby Manchester United-Manchester City, le 21 avril 2001, Roy Keane tacle en retard Håland au niveau du genou droit. Il écope immédiatement d'un carton rouge. Le tacle est souvent considéré comme l'un des plus violents de tous les temps, mais sa célébrité est exacerbée par la rivalité entre les deux adversaires et la personnalité de Roy Keane. Un article dans les jours suivants le derby rapporte que le tacle de Keane n'était pas le plus dangereux du match.
Roy Keane reconnaît par la suite avoir volontairement agressé Håland, pour se venger d'un événement survenu trois ans plus tôt durant le match Leeds-Manchester United. Håland avait accusé Keane de feindre une blessure pour éviter un carton alors que ce dernier s'était gravement blessé ("Get up and stop faking it !" - "Relève toi et arrête de simuler"). Condamné à 5 000 £ d'amende après l'événement en 2001, les aveux de l'Irlandais dans sa biographie en 2002 lui valent cinq matchs de suspension supplémentaires et une amende de 150 000 £. En 2014, Roy Keane déclare au Daily Mail qu'il ne regrette pas l'incident.

### En équipe nationale
Alf-Inge Håland reçoit 34 sélections en équipe de Norvège entre 1994 et 2001, sans inscrire de but.
Le 15 janvier 1994, il figure pour la première fois sur le banc des remplaçants de l'équipe de Norvège, mais sans entrer en jeu, lors d'une rencontre amicale face aux États-Unis (défaite 2-1). Quatre jours plus tard, il effectue finalement ses débuts en équipe nationale, lors d'un match amical face au Costa Rica (score : 0-0).
En juin 1994, il est retenu par le sélectionneur Egil Olsen afin de participer à la Coupe du monde organisée aux États-Unis. Lors de ce mondial, il joue deux matchs, contre le Mexique (victoire 1-0), puis face à l'Italie (défaite 1-0). La Norvège ne parvient pas à dépasser le premier tour du mondial.
Il ne se voit pas retenu lors de la Coupe du monde 1998 organisée en France, ni pour l'Euro 2000 qui se déroule en Belgique et aux Pays-Bas.
Il reçoit sa dernière sélection le 25 avril 2001, en amical contre la Bulgarie (victoire 2-1).

## Controverse
Il décide en 2023 d'immigrer en Suisse pour des raisons fiscales. Sa décision a provoqué une polémique dans un contexte où de nombreuses grandes fortunes norvégiennes décident de partir en Suisse.
L’élue travailliste Agnes Nærland Viljugrein a ainsi rappelé que l’ex-footballeur a pu profiter « des terrains pour jouer, des équipes sportives pour se développer et des coéquipiers » et, par conséquent, qu’Alfie Haaland « doit au mouvement sportif norvégien de payer des taxes ». La députée de gauche Marie Sneve Martinussen a également estimé « provocant qu’un millionnaire du football échappe à l’impôt en même temps que de nombreux enfants sont contraints d’arrêter le sport parce qu’ils ne peuvent pas se le permettre ». Au contraire, le milliardaire Trygve Hegnar a publié un éditorial dans le Finansavisen apportant son soutien à Alf-Inge Håland, victime selon lui d’une « haine fiscale ».

## Bilan sportif

### Palmarès
| Nottingham Forest - Championnat d'Angleterre D2 : - Vice-champion : 1993-94. |  | Manchester City - Championnat d'Angleterre D2 (1) : - Champion : 2001-02. |

### Statistiques
| Saison                | Club                  | Championnat           | Championnat | Championnat | Coupe(s) nationale(s) | Coupe(s) nationale(s) | Compétition(s) continentale(s) | Compétition(s) continentale(s) | Compétition(s) continentale(s) | Norvège | Norvège | Total | Total |
| Saison                | Club                  | Division              | M.          | B.          | M.                    | B.                    | Comp.                          | M.                             | B.                             | M.      | B.      | M.    | B.    |
| 1989                  | Bryne FK              | D2                    | -           | -           | -                     | -                     | -                              | -                              | -                              | -       | -       | 0     | 0     |
| 1990                  | Bryne FK              | D2                    | -           | -           | -                     | -                     | -                              | -                              | -                              | -       | -       | 0     | 0     |
| 1991                  | Bryne FK              | D2                    | -           | -           | -                     | -                     | -                              | -                              | -                              | -       | -       | 0     | 0     |
| 1992                  | Bryne FK              | D2                    | -           | -           | -                     | -                     | -                              | -                              | -                              | -       | -       | 0     | 0     |
| 1993                  | Bryne FK              | D2                    | -           | -           | -                     | -                     | -                              | -                              | -                              | 1       | -       | 1     | 0     |
| Sous-total            | Sous-total            | Sous-total            | 0           | 0           | 0                     | 0                     | -                              | 0                              | 0                              | 1       | 0       | 1     | 0     |
| 1993-1994             | Nottingham Forest FC  | D2                    | -           | -           | -                     | -                     | -                              | -                              | -                              | 3       | -       | 3     | 0     |
| 1994-1995             | Nottingham Forest FC  | D1                    | 20          | 1           | -                     | -                     | -                              | -                              | -                              | 5       | -       | 25    | 1     |
| 1995-1996             | Nottingham Forest FC  | D1                    | 16          | -           | -                     | -                     | C3                             | 5                              | -                              | 7       | -       | 28    | 0     |
| 1996-1997             | Nottingham Forest FC  | D1                    | 35          | 6           | 6                     | -                     | -                              | -                              | -                              | 6       | -       | 47    | 6     |
| Sous-total            | Sous-total            | Sous-total            | 71          | 7           | 6                     | 0                     | -                              | 5                              | 0                              | 21      | 0       | 103   | 7     |
| 1997-1998             | Leeds United FC       | D1                    | 32          | 7           | 5                     | -                     | -                              | -                              | -                              | 5       | -       | 42    | 7     |
| 1998-1999             | Leeds United FC       | D1                    | 29          | 1           | 4                     | -                     | C3                             | 3                              | -                              | 5       | -       | 41    | 1     |
| 1999-2000             | Leeds United FC       | D1                    | 13          | -           | -                     | -                     | C3                             | 6                              | -                              | -       | -       | 19    | 0     |
| Sous-total            | Sous-total            | Sous-total            | 74          | 8           | 9                     | 0                     | -                              | 9                              | 0                              | 10      | 0       | 102   | 8     |
| 2000-2001             | Manchester City FC    | D1                    | 35          | 3           | 8                     | -                     | -                              | -                              | -                              | 1       | -       | 44    | 3     |
| 2001-2002             | Manchester City FC    | D2                    | 3           | -           | 1                     | -                     | -                              | -                              | -                              | -       | -       | 4     | 0     |
| 2002-2003             | Manchester City FC    | D1                    | -           | -           | -                     | -                     | -                              | -                              | -                              | -       | -       | 0     | 0     |
| Sous-total            | Sous-total            | Sous-total            | 38          | 3           | 9                     | 0                     | -                              | 0                              | 0                              | 1       | 0       | 48    | 3     |
| Total sur la carrière | Total sur la carrière | Total sur la carrière | 183         | 18          | 24                    | 0                     | -                              | 14                             | 0                              | 33      | 0       | 254   | 18    |